# Dirty Centre
Albums de Svinkels
DJ Pone réveille le Svink ! Rechute
Dirty Centre est le troisième album des Svinkels, composé de 14 titres et sorti le 16 juin 2008. Le titre de l'album fait référence de manière parodique au style de rap Dirty South.

## Liste des chansons
1. Le club de l'apocalypse
2. Droit dans le mur
3. Faites du bruit
4. Du PQ (pour mon trou-trou)
5. La ferme
6. La youte
7. Dirty centre
8. C'est des cons
9. Ultras festifs
10. La fugue (serie noire II)
11. La tour Eiffel
12. Tout nu yo !
13. Le blues du tox
14. On ferme